# Wolina
Wolina – wieś w Polsce położona w województwie podkarpackim, w powiecie niżańskim, w gminie Nisko. Wolina graniczy z dzielnicą Podwolina miasta Nisko oraz wsiami: Racławice, Nowa Wieś i Przędzel. Na południowy wschód od miejscowości znajduje się Puszcza Sandomierska.
W latach 1975–1998 miejscowość administracyjnie należała do województwa tarnobrzeskiego.
Na wschód od Woliny przebiega linia LHS. Przez wieś przebiega droga krajowa nr 77.
W granicach miejscowości znajduje się Jezioro Wolskie (starorzecze rzeki San), na którym można spotkać rzadkie gatunki roślin m.in. orzech wodny i osokę aloesowatą. Wolina jest podzielona nieoficjalnie na trzy dzielnice: Wolina-Kolonia, Wolina-Centrum oraz Błonie. Błonie to najstarsza część miejscowości.
W Wolinie znajduje się: dom ludowy, 2 sklepy, szkoła podstawowa. Wolina należy do parafii pod wezwaniem św. Stanisława Biskupa i Męczennika w Racławicach należącej do dekanatu Nisko.

## Osoby związane z Woliną
- Wojciech Marchut – poseł na Sejm II Rzeczypospolitej Polskiej (1919–1922)
- Witold Karaś – piłkarz i trener piłkarski

## Linki zewnętrzne

Widoki z okolicy Woliny
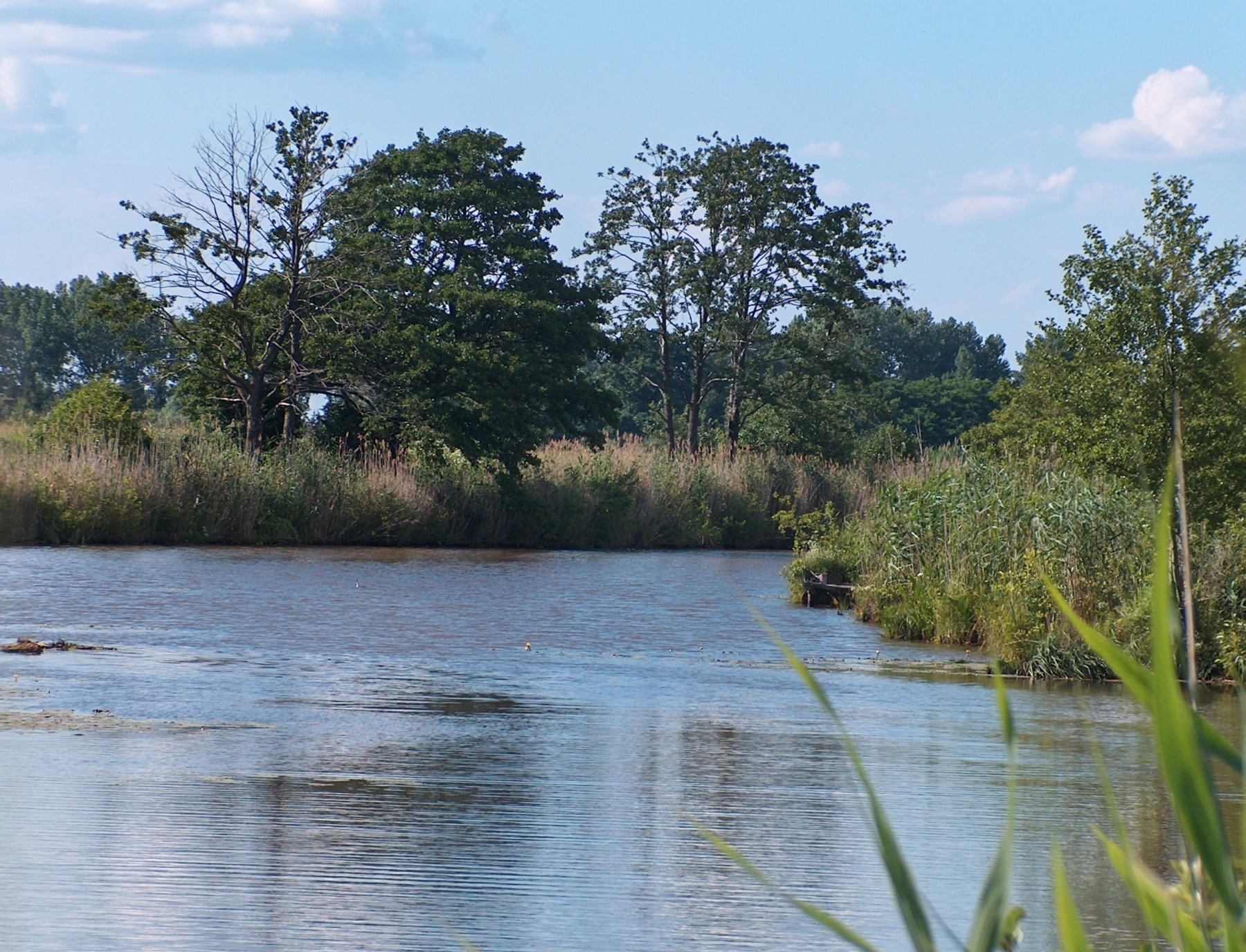
Jezioro Wolskie
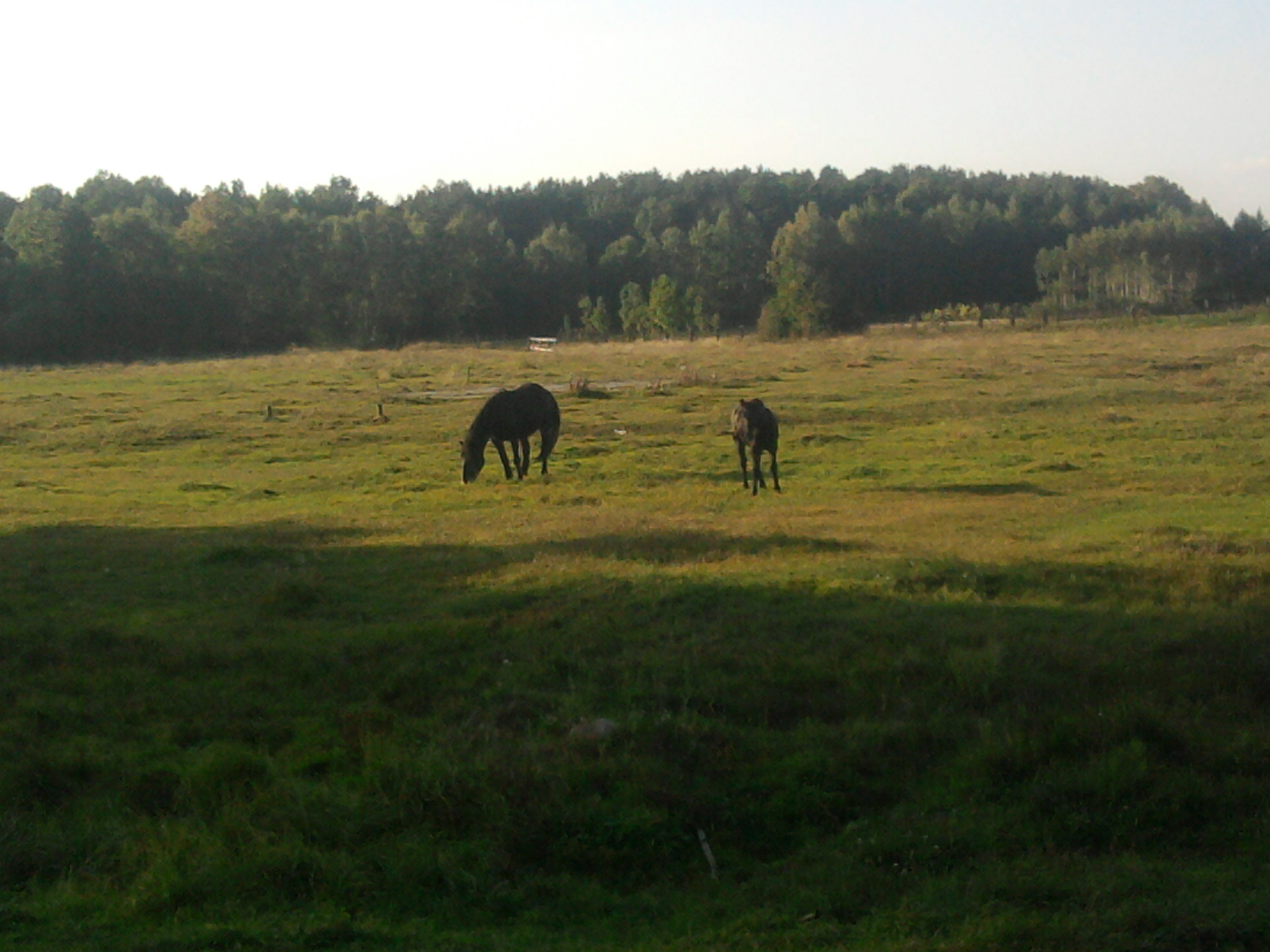
Błonie w Wolinie
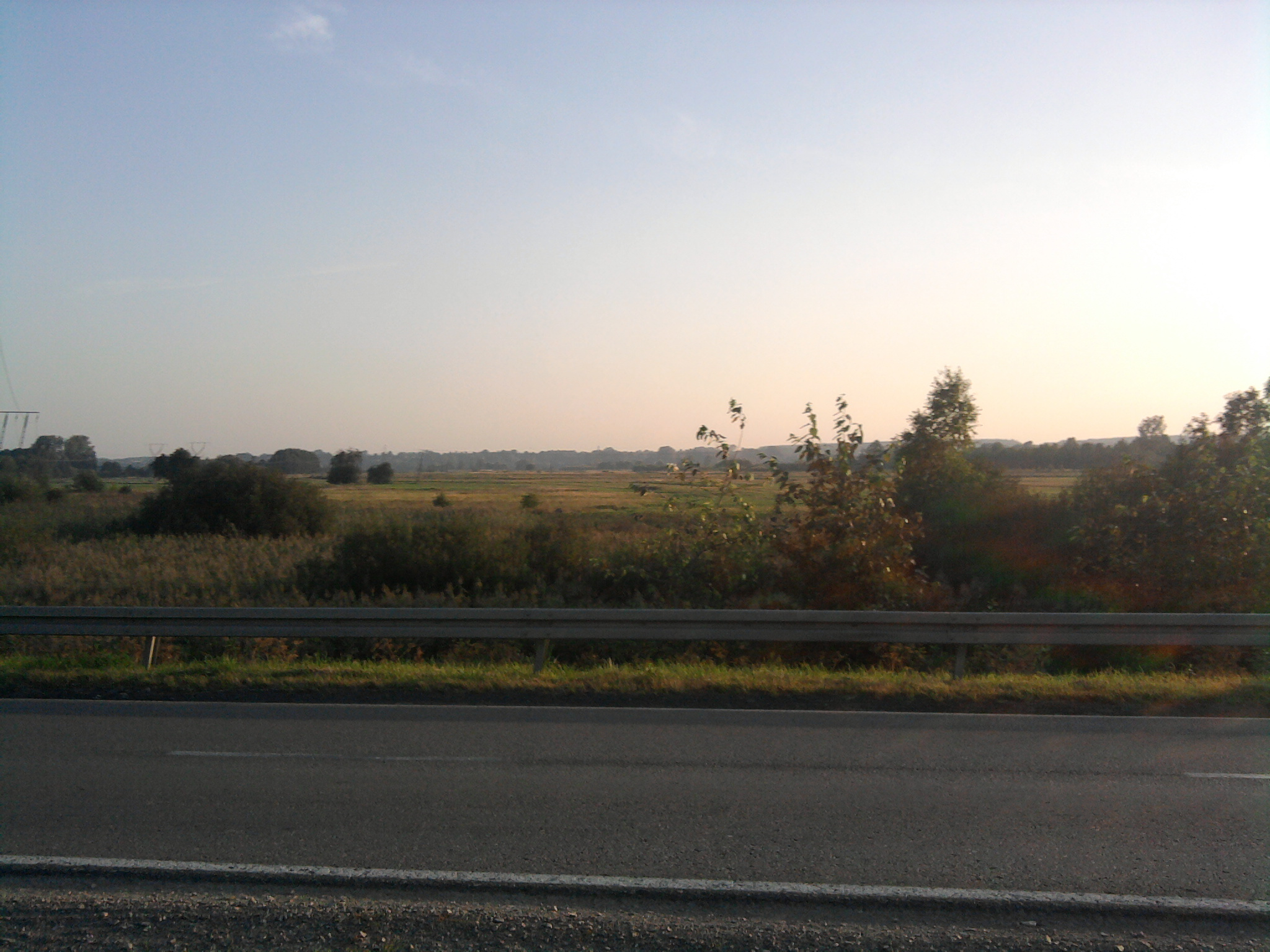
Widok z drogi krajowej nr 77